# Harald Cramér

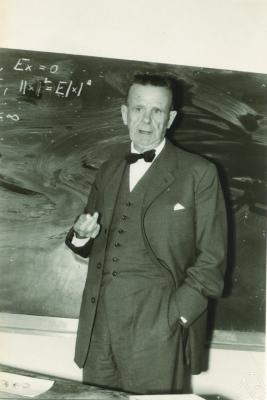
Harald Cramér

Harald Cramér (* 25. September 1893; † 5. Oktober 1985) war ein schwedischer Mathematiker und Statistiker. Cramér lehrte von 1929 bis 1958 als Professor an der Universität Stockholm, deren Rektor bzw. später Universitätskanzler er von 1950 bis 1961 war.

## Leben und Wirken
Cramér studierte ab 1912 an der Universität Stockholm und wurde dort 1917 mit der Schrift Sur une classe de series de Dirichlet (Über eine Klasse von Dirichlet-Reihen) promoviert. Ab 1919 war er Assistenzprofessor an der Universität Stockholm. Außerdem arbeitete er als Versicherungsmathematiker bei der schwedischen Lebensversicherungsgesellschaft, wodurch sich sein Forschungsinteresse zunehmend auf die mathematische Statistik und Wahrscheinlichkeitstheorie konzentrierte.
Im Jahr 1929 wurde er auf einen neu geschaffenen Lehrstuhl an der Universität Stockholm berufen und wurde der erste schwedische Professor für Versicherungsmathematik und mathematische Statistik. 
Sein bekannter Satz von Cramér besagt, dass die Summanden einer normalverteilten Summe von unabhängigen Zufallsvariablen ebenfalls normalverteilt sind. Darüber hinaus ist der Satz von Cramér-Wold aus der Maßtheorie nach Harald Cramér und Herman Ole Andreas Wold benannt.
Neben seinem Hauptgebiet, der mathematischen Statistik, leistete Cramér auch bedeutende Beiträge zur Untersuchung der Verteilung von Primzahlen und Primzahlzwillingen. Für seine Arbeiten wurde er 1972 von der Royal Statistical Society mit der Guy-Medaille in Gold ausgezeichnet. 1961 wurde er in die American Academy of Arts and Sciences gewählt, 1984 in die National Academy of Sciences.
Zu seinen Doktoranden zählen Kai Lai Chung und Herman Wold.

## Schriften
- Mathematical Methods of Statistics. Almqvist and Wiksells, Uppsala 1945 (19th printing. Princeton University Press, Princeton NJ 1999, ISBN 0-691-00547-8).